# (10352) Kawamura
(10352) Kawamura (1992 UO3) – planetoida z pasa głównego asteroid okrążająca Słońce w ciągu 4,14 lat w średniej odległości 2,58 j.a. Odkryta 26 października 1992 roku.